# Кларк, Лес
Лесли Джеймс «Лес» Кларк (англ. Leslie James "Les" Clark; 17 ноября 1907, Огден — 12 сентября 1979, Санта-Барбара) — американский аниматор, один из представителей девятки диснеевских стариков. Вместе с Абом Айверксом работал над оригинальным образом Микки Мауса.

## Биография
Лес Кларк родился 17 ноября 1907 года в Огдене, штат Юта, и был старшим сыном из 12 детей в семье Джеймса Кларка и Лют Уодсворт. Отец Леса был по профессии плотником. Семья Кларков часто переезжала. К 1930 году они поселились в Лос-Анджелесе, где Лес посещал Venice High School.
Во время обучения в старшей школе Лес подрабатывал в летнее время в магазине мороженого, который находился неподалёку от студии Диснея. Уолт и Рой Диснеи иногда заходили в этот магазин, и однажды Уолт похвалил Леса за красивые буквы, которые он вывел в меню магазина. У юноши хватило мужества спросить Уолта Диснея о работе на студии, на что Уолт Дисней попросил показать Леса что-нибудь из того, что он сам нарисовал. Кларк показал свои рисунки и получил предложение о работе на временную должность, пока не закончит школу.
Лесли был принят на постоянную работу 23 февраля 1927 года, спустя несколько дней после окончания старшей школы. Первой работой Леса на студии было оперирование камерой, ретуширование и раскраска кадров анимации под руководством Аба Айверкса. Во время работы студии над «Пароходиком Вилли» Кларку уже доверяли рисование промежуточных кадров мультфильма. Лес был повышен в должности до аниматора во время работы над Silly Symphonies, где он работал над сценой в мультфильме «Пляска скелетов», в которой один скелет играет на костях другого как на ксилофоне.
После ухода Аба Айверкса со студии, главным аниматором Микки Мауса стал Лес Кларк. В это время он продолжает оттачивать своё мастерство в рисовании, посещая в свободное время художественные классы. Лес Кларк анимировал сцену танца Белоснежки с каждым из гномов в мультфильме «Белоснежка и семь гномов», а также участвовал в анимировании таких персонажей как Пиноккио, Золушка, Алиса, фея Динь-Динь. Лес Кларк проработал на студии Дисней до 30 сентября 1975 года (48 лет), что делает его самым продолжительно и постоянно работающим аниматором студии Дисней.
Был женат дважды. От первого брака имел двух детей: Ричарда и Мириам.
Умер 12 сентября 1979 года в Санта-Барбаре от рака.